# Jimmy Gardner
Jimmy Gardner (* 24. August 1924 in Newmarket, Suffolk als Edward Charles James Gardner; † 3. Mai 2010 in London) war ein englischer Schauspieler.

## Leben
James Gardner wurde als Sohn des damals bekannten Jockeys Teddy Gardner geboren und sollte nach dem Willen seines Vaters zunächst ebenfalls Jockey werden. Als Jugendlicher rannte er von zu Hause weg und soll danach Matrose gewesen sein, nach anderen Quellen sich aber auch mit kleinen Jobs in einem Filmstudio durchgeschlagen haben. Ab 1942 diente er im Zweiten Weltkrieg in der Royal Air Force, überlebte eine Reihe lebensgefährlicher Einsätze (unter anderem 30 Flüge als Schütze einer Handley Page Halifax) und wurde mit der Distinguished Flying Medal ausgezeichnet. Für den Kriegseinsatz erhielt er eine Gratifikation, die sein Schauspielstudium an der Londoner Central School of Speech and Drama finanzierte.
Seine professionelle Laufbahn als Schauspieler begann Gardner an einem Regionaltheater in Devon, später war er unter anderem zehn Jahre Ensemblemitglied der Royal Shakespeare Company. Er spielte oft schräge Nebenrollen wie den Obdachlosen in einer Theaterversion von A Clockwork Orange oder den Totengräber in Shakespeares Hamlet. 1954 war Gardner erstmals im Fernsehen als Schauspieler zu sehen, 1964 drehte er seinen ersten Kinofilm Die Rache des Pharao. Insgesamt war er zwischen 1954 und 2005 in mehr als 120 Film- und Fernsehproduktionen zu sehen, zumeist als Nebendarsteller. Unter anderem hatte er kleinere Auftritte als Hotelportier in Alfred Hitchcocks Frenzy oder als Farmer im Abenteuerfilm Robin Hood – König der Diebe. Ein später Höhepunkt seiner Karriere war die Rolle des Busfahrers Ernie Prang in Harry Potter und der Gefangene von Askaban aus dem Jahr 2004.
Gardner starb 2010 im Alter von 85 Jahren in einem Londoner Krankenhaus. Im Jahr 2013 wurde im Ort Marlborough, in dem Gardner aufgewachsen war, im Andenken an ihn eine Parkbank installiert. Der mit Gardner befreundete Schauspieler Mark Rylance enthüllte die Parkbank und beschrieb ihn dabei als beeindruckende Persönlichkeit.

## Filmografie (Auswahl)
- 1954: Tygers Hart (Fernsehfilm)
- 1964: Die Rache des Pharao (The Curse of the Mummy’s Tomb)
- 1964: Simon Templar (The Saint, Fernsehserie, Folge 3x10)
- 1964–1978: Doctor Who (Fernsehserie, 5 Folgen)
- 1965: Wer einen Tiger reitet (He Who Rides a Tiger)
- 1966: Arabeske (Arabesque)
- 1967: Die Forsyte Saga (The Forsyte Saga, Fernsehserie, 2 Folgen)
- 1967: The Lion, The Witch and the Wardrobe (Fernsehserie, 5 Folgen)
- 1967: Der Mann mit dem Koffer (Man in a Suitcase, Fernsehserie, Folge 1x03)
- 1968: Mit Schirm, Charme und Melone (The Avengers, Fernsehserie, Folge 7x07)
- 1968/1969: Der Experte (The Expert, Fernsehserie, 2 Folgen)
- 1971: John Christie, der Frauenwürger von London (10 Rillington Place)
- 1971: Paul Temple (Fernsehserie, Folge 3x13)
- 1972: Runter mit dem Keuschheitsgürtel (Up the Chastity Belt)
- 1972: Frenzy
- 1972: The Fear – Angst in der Nacht (Fear in the Night)
- 1973: Ein Hamburger für 10 Millionen (Take Me High)
- 1974: Brillanten und Kakerlaken (11 Harrowhouse)
- 1974: Percy – Der Potenzprotz (Percy’s Progress)
- 1976: Emmerdale (Fernsehserie, 4 Folgen)
- 1976/1979: Die Onedin-Linie (The Onedin Line, Fernsehserie, 2 Folgen)
- 1978: Coronation Street (Fernsehserie, 4 Folgen)
- 1979: Tess
- 1979: The Old Curiosity Shop (Miniserie)
- 1984: Die Zeit der Wölfe (The Company of Wolves)
- 1986: Mord mit verteilten Rollen (Dead Man’s Folly, Fernsehfilm)
- 1986: The Bill (Fernsehserie, Folge 2x09)
- 1990: Land der schwarzen Sonne (Mountains of the Moon)
- 1991: Robin Hood – König der Diebe (Robin Hood: Prince of Thieves)
- 1992: Die Abenteuer des jungen Indiana Jones (The Young Indiana Jones Chronicles, Fernsehserie, Folge 2x04)
- 1994: Martin Chuzzlewit (Miniserie, Folge 1x05)
- 1996: EastEnders (Fernsehserie, Folge 1x1336)
- 1998: My West (Il mio West)
- 2000: The Sleeper (Miniserie, 2 Folgen)
- 2004: Harry Potter und der Gefangene von Askaban (Harry Potter and the Prisoner of Azkaban)
- 2004: Wenn Träume fliegen lernen (Finding Neverland)
- 2004: Doc Martin (Fernsehserie, Folge 1x02)
- 2005: Deuce Bigalow: European Gigolo